# Offshore tvrtka
Offshore tvrtka je poduzeće osnovano u inozemstvu koje pruža poslovne i ekonomske prednosti u odnosu na lokalno poduzeće. Offshore tvrtka je za nekoga u Hrvatskoj jedno posebno poduzeće osnovano u, recimo, Panami, Belizeu ili čak i Velikoj Britaniji koje ne plaća poreze na dobit izvan svoje matične države.
Offshore tvrtke imaju karakteristike da, ovisno o zakonu, ne moraju plaćati poreze na ostvarenu dobit, niti moraju predavati financijska izvješća. Ujedno se vlasnicima i direktorima takvih tvrtki nudi maksimalna privatnost jer njihova imena ne moraju biti javno upisana u sudski registar.
Offshore tvrtka se naziva i offshore kompanija. Svatko može registrirati offshore tvrtku. Za održavanje offshore tvrtke obično nije potrebno voditi knjigovodstvo, zapošljavati ljude ili predavati porezna izvješća jer su offshore tvrtke obično izuzete od poreza na dobit u svojoj matičnoj državi.
Za razliku od mišljenja vlada raznih država, pa tako i Hrvatske, i za razliku od mišljenja nekih medija, offshore tvrtke se većinom koriste u zakonite svrhe.
Smisao offshore tvrtke je zaštita privatnosti i poslovanja, omogućavanje globalnog poslovanja koje ne bi bilo moguće s domaćim poduzećem i određene porezne prednosti koje se moraju dobiti u skladu s domaćim zakonom.

## Offshore države
Offshore države obično nude nerezidentima poslovne pogodnosti koje ne mogu naći u svojoj matičnoj državi. Tako poslovanje s američkim društvom s ograničenom odgovornošću može biti pod određenim okolnostima kompletno oslobođeno oporezivanja. Tako se i SAD može nazivati "offshore državom" u tom smislu. U određenim vremenskim razdobljima Hrvatska je isto tako bila offshore država jer je nudila maksimalne porezne povlastice i domaćim i stranim investitorima.
Najpoznatije offshore države su: Panama, Sejšeli, Mauricijus, Belize, Kostarika, Bahami, Britanski djevičanski otoci, Angvila, Sveti Kristofor i Nevis, Hong Kong, Lihtenštajn i mnoge druge. Tvrtke osnovane u nekim državama koje se ne smatraju offshore, mogu se koristiti na isti način kao i offshore tvrtke, kao na primjer u sljedećim državama: SAD, Velika Britanija, Novi Zeland, Luksemburg, Švicarska.

## Vanjske poveznice
- Poslovni.hr: